# مایکل کرتو
مایکل کرتو (به انگلیسی: Michael Cretu)، رومانیایی: میهای کرتسو تلفظ [miˈhaj ˈkret͡su]; که با نام کرلی ام.سی. (به انگلیسی: Curly M.C.) نیز شناخته می‌شود (متولد ۱۸ می ۱۹۵۷ در حومه‌ای از بخارست رومانی)، یک موسیقی‌دان رومانیایی است که بیشتر به خاطر ایجاد پروژهٔ انیگما شناخته می‌شود. نام اصلی او، Creţu به معنای «دارای موی مجعد» است.
او با سازندگان، موسیقی‌دانان و هنرمندان بسیاری در طی سال‌های دراز فعالیت خود کار کرده‌است. که شامل ساندرا کرتو، فرانک فرین، بونی ام، گومبی دنس بند، پیتر کورنلیوس، منفرد «تیسی» دیرز و مایک اولدفیلد در دوران قبل از انیگما و جنز گد، فرانک پترسن، دیوید فرستین، ای‌تی‌بی، جم اند اسپون، پیتر رایز، روت-ان بویل و آندرو دونالدز در طی دوران پروژهٔ انیگما بوده‌اند.
تا سال ۲۰۰۱، بیش از ۱۰۰ میلیون نسخه از آلبوم‌های مایکل کرتو به فروش رفته بود
او صاحب یک استودیوی موسیقی است؛ ای.آر.تی. استودیوز که در میان خانه‌ای شخصی از مایکل کرتو و ساندرا کرتو، در جزیرهٔ ایبیزا واقع شده‌است.